# ダニエル・コフィ・アギエイ
ダニエル・コフィ・アギエイ（Daniel Kofi Agyei, 1992年1月1日 - ）は、ガーナ・アクラ出身のサッカー選手。カッラレーゼ・カルチョ所属。ポジションはミッドフィールダー。

## 人物
中盤でのボール奪取に優れ、ドリブルや多彩なテクニックで前線へボールを運ぶことができるセンターハーフである。肉体的な強さから、同郷のマイケル・エッシェンやディディエ・ゾコラらと比較される。成熟した選手となるためには90分を通して切れない集中力やミスを無くすことが必要と言われている。

## 来歴

### クラブ

#### フィオレンティーナ
出身地ガーナではベッヘム・チェルシーFCに所属しプレーしていた。その後フィオレンティーナのスカウトの目に留まり渡伊、同クラブの下部組織に所属する。
2008-09シーズンにフィオレンティーナのアッリエーヴィにおいて全国大会で優勝し、2009年7月には特に有望で引き抜きが多かったクマ・エルハジ・ババカルとともにクラブとプロ契約を果たす。同年代の中盤の選手の中ではチェーザレ・プランデッリ監督から期待され、2009年11月8日の対ウディネーゼ戦では負傷者が続出していたこともありベンチ入りする。2010年5月16日、シーズン最終節のASバーリ戦にて18歳でセリエAデビューを果たす。

### 代表
2010年7月8日にアフリカン・ユース・チャンピオンシップに出場するため、U-20ガーナ代表に招集される。

## 所属クラブ
- ACFフィオレンティーナ 2008-2009 (ユース)
- ACFフィオレンティーナ 2010-2013
- → SSユーヴェ・スタビア (loan) 2012-2013
- ベネヴェント・カルチョ 2013-2017
- → カゼルターナFC (loan) 2015-2016
- → USアンコーナ1905 (loan) 2016-2017
- カッラレーゼ・カルチョ 2017-

## 個人成績
| 国内大会個人成績 | 国内大会個人成績      | 国内大会個人成績 | 国内大会個人成績   | 国内大会個人成績 | 国内大会個人成績 | 国内大会個人成績 | 国内大会個人成績 | 国内大会個人成績 | 国内大会個人成績 | 国内大会個人成績 | 国内大会個人成績 |
| 年度             | クラブ                | 背番号           | リーグ             | リーグ戦         | リーグ戦         | リーグ杯         | リーグ杯         | オープン杯       | オープン杯       | 期間通算         | 期間通算         |
| 年度             | クラブ                | 背番号           | リーグ             | 出場             | 得点             | 出場             | 得点             | 出場             | 得点             | 出場             | 得点             |
| イタリア         | イタリア              | イタリア         | イタリア           | リーグ戦         | リーグ戦         | イタリア杯       | イタリア杯       | オープン杯       | オープン杯       | 期間通算         | 期間通算         |
| ---------------- | --------------------- | ---------------- | ------------------ | ---------------- | ---------------- | ---------------- | ---------------- | ---------------- | ---------------- | ---------------- | ---------------- |
| 2009-10          | ACFフィオレンティーナ | 26               | セリエA            | 1                | 0                | -                | -                | -                | -                | 1                | 0                |
| 2010-11          | ACFフィオレンティーナ | 19               | セリエA            | -                | -                | -                | -                | -                | -                | -                | -                |
| 通算             | イタリア              | イタリア         | フィオレンティーナ | 1                | 0                | -                | -                | -                | -                | 1                | 0                |
| 総通算           | 総通算                | 総通算           | 総通算             | 1                | 0                | -                | -                | -                | -                | 1                | 0                |

- 2010年5月16日 - セリエA初出場 - バーリ戦（スタディオ・サン・ニコラ）